# Ombre aliene
Ombre aliene (The Shadow Men) è un film di fantascienza del 1997 diretto da Timothy Bond.
Distribuito in Italia per il mercato home video, il film è una storia di tema ufologico in cui compaiono i Men in Black.
È il primo film per il cinema di Brendon Ryan Barrett.

## Trama
Bob Wilson decide di portare in gita su una montagna isolata la moglie Dez e il figlio Andy, che frequenta la scuola elementare. Nonostante un benzinaio della zona li abbia avvisati degli strani fatti che accadono nei dintorni, la famiglia Wilson sale fino in cima al monte per ammirare il tramonto in tutto il suo splendore. Bob vorrebbe fermarsi anche la notte a dormire all'aperto, ma Dez e Andy lo convincono a rinunciare. Durante il tragitto di ritorno, un UFO dalla luce abbagliante sorvola ripetutamente la loro automobile, facendola sbandare. Poco dopo, i tre si svegliano storditi e si accorgono che è più tardi di quanto pensassero. Senza capire cosa sia successo, raggiungono la propria residenza e la mattina seguente ripensano sconvolti alle strane impressioni di quella notte.
Parlandone con la moglie, Bob inizia a credere di essere stato vittima di un rapimento alieno. Chiede informazioni all'aeronautica, e dopo qualche ora si presentano a casa sua due agenti con occhiali scuri e abiti neri, che tempestano la famiglia di domande, alcune delle quali molto imbarazzanti. Dato il loro strano atteggiamento, Bob si reca al commissariato di polizia, dove verifica che quei due non erano veri agenti. Dez scopre intanto che la videocamera di Andy ha ripreso accidentalmente il momento in cui, dopo il loro svenimento, alcuni alieni umanoidi li hanno prelevati dall'automobile per condurli nel proprio disco volante e sottoporli ad esperimenti.
I due men in black, a cui se ne aggiunge un terzo (e presto molti altri), si ripresentano in casa Wilson con intenzioni ostili, uccidendo il cane e costringendo la famiglia a scappare in auto. Durante la fuga, Bob chiama da un telefono pubblico Stan Mills, un ufologo esperto in casi di rapimenti, che si offre di aiutarli. Facendo perdere le proprie tracce, trovano rifugio presso di lui, ma Dez non si sente tranquilla e, quando vede che Andy ha la febbre e perde molto sangue dal naso, lo porta da un medico, dando così occasione ai men in black di ritrovarli. A nulla serve barricarsi di nuovo in casa di Stan, dato che ormai il loro nascondiglio è stato identificato. I men in black, che si rivelano essere degli ibridi generati dall'incrocio tra alieni ed umani, resistono ai colpi d'arma da fuoco e s'impadroniscono della videocassetta. Dopo una nuova fuga, la famiglia Wilson riesce a cambiare casa ed identità, pur non potendo più tornare a sentirsi pienamente al sicuro.